# 117 Lomia
117 Lomia је астероид главног астероидног појаса. Приближан пречник астероида је 148,71 km,
а средња удаљеност астероида од Сунца износи 2,988 астрономских јединица (АЈ).
Инклинација (нагиб) орбите у односу на раван еклиптике је 14,932 степени, а орбитални период износи 1887,421 дана (5,167 година). Ексцентрицитет орбите астероида износи 0,028.
Апсолутна магнитуда астероида износи 7,95 а геометријски албедо 0,052.
Астероид је откривен 12. септембра 1871. године.